# Ricanoptera varia
Ricanoptera varia är en insektsart som först beskrevs av Walker 1870.  Ricanoptera varia ingår i släktet Ricanoptera och familjen Ricaniidae. Inga underarter finns listade i Catalogue of Life.